# Rudolf Kehrer
Rudolf Kehrer (Tbilisi, 10 luglio 1923 – Berlino, 29 ottobre 2013) è stato un pianista, compositore e docente russo.

## Biografia
Rudolf Kehrer nacque a Tiflis, in Georgia (in seguito conosciuta come Tbilisi) da una famiglia di costruttori di pianoforti emigrati dalla Svevia. Fu pianista solista dell'Orchestra Filarmonica di Mosca e professore al Conservatorio Čajkovskij. Nel 1961 vinse l'All-Union Contest. Kehrer fu a lungo conosciuto solo nei paesi del blocco orientale, poiché gli fu negata l'opportunità di viaggiare liberamente. La sua carriera nella registrazione di opere durò oltre 40 anni (1961-2001) e si espresse in molte località diverse.
Kehrer visse l'ultima periodo di vita a Berlino e morì in quella città il 29 ottobre 2013, all'età di 90 anni.